# Nadine Lehmann
Pour les articles homonymes, voir Lehmann.
Nadine Lehmann est une curleuse suisse née le 9 août 1990 à Worb.

## Biographie
Nadine Lehmann obtient avec Martin Rios la médaille d'or au Championnat du monde double mixte de curling 2012 à Erzurum. Elle remporte le Championnat du monde féminin de curling 2015 à Sapporo.